# M50 Ontos
M50 Ontos (pełna nazwa ang. 106mm Self-propelled Rifle M50 Ontos) – amerykański niszczyciel czołgów z lat pięćdziesiątych XX wieku.

## Historia
Na początku lat pięćdziesiątych XX wieku w Stanach Zjednoczonych rozpoczęto pracę nad  budową samobieżnych dział przeciwpancernych uzbrojonych w armaty bezodrzutowe. 
Projekt takiego działa oznaczony jako M50 Ontos został opracowany w zakładach Allis-Chalmers Manufactruring Co. w Milwaukee. Było to działo na podwoziu gąsienicowym budowanego wcześniej działa samobieżnego M56 Scorpion. Zostało ono uzbrojone w 6 armat bezodrzutowych M40 kal. 106 mm. 2 skrajne armaty mogły być zdjęte i używane samodzielnie przez piechotę po osadzeniu na trójnożnych podstawach. Z dział tych strzelano pociskami kumulacyjnymi o masie 7-9 kg. Pocisk taki z odległości 1200 m przebijał pancerz z homogenicznej stali utwardzanej o grubości do 280 mm. Dodatkowe uzbrojenie tego działa stanowiły 4 karabiny kal. 12,7 mm, zamocowane do bocznych armat, równolegle do nich. Karabiny te służyły do wstrzeliwania się w cel.
Działo mogło prowadzić ogień ze wszystkich armat naraz lub strzelać z poszczególnych z nich.
Produkcję seryjną działa w wersji M50 rozpoczęto w 1955 roku, a w 1963 w wersji M50A1. Wersje te różniły się tylko zastosowaniem innego silnika. Łącznie wyprodukowano 297 sztuk.

## Służba
Od rozpoczęcia produkcji seryjnej działo to zostało wprowadzone na uzbrojenie armii amerykańskiej w oddziałach piechoty morskiej. 
Były one używane bojowo po raz pierwszy w wojnie wietnamskiej, a później w innych konfliktach w których brała udział amerykańska piechota morska.